# Il mondo di Dario Argento 3: Il museo degli orrori di Dario Argento
Il mondo di Dario Argento 3: Il museo degli orrori di Dario Argento è un documentario del 1997 diretto da Luigi Cozzi sul regista Dario Argento. Si tratta del seguito dei documentari Il mondo dell'orrore di Dario Argento (1985) di Michele Soavi e Il mondo di Dario Argento 2: Master of Horror (1991) sempre diretto da Luigi Cozzi.
Alla sua uscita fu distribuito prima in VHS dalla Profondo Rosso Edizioni e poi fu inserito come extra nel laserdisc giapponese del film Phenomena e nel dvd dell'edizione tedesca del film Profondo rosso distribuito dall'etichetta Dragon.